# 斗增七
武仙座9，又名BD+05 3165，HD 145892、SAO 121431、HR 6047，是武仙座的一颗恒星，视星等为5.48，位于銀經17.55，銀緯37.18，其B1900.0坐标为赤經16h 8m 18.5s，赤緯+5° 37.18′ 36″。